# Верх-Анос
Верх-Анос — посёлок в Чемальском муниципальном районе Республики Алтай России, входит в Аносинское сельское поселение.

## География
Посёлок расположен в долине реки Катуни, к югу от Горно-Алтайска, в верховьях реки Анос (левый приток Катуни).

## Население
| 2010 | 2011 | 2012 | 2013 | 2014 | 2015 | 2016 |
| ---- | ---- | ---- | ---- | ---- | ---- | ---- |
| 20   | →20  | ↗21  | ↘19  | ↗21  | ↗25  | ↗27  |